# Veľký Vreteň
Velký Vreteň (819,9 m n. m.  ) leží v severní části geomorfologického podcelku Kysucké bradlá, v západní části Kysucké vrchoviny. 

## Polohopis
Výrazný vrch západní části pohoří se nachází uprostřed horského hřbetu, ležícího na severním okraji Kysuckých bradel.  Vrchol se nachází přibližně 3 km jižně od Kysuckého Nového Mesta, mezi obcemi Snežnica a Radoľa. 
Masiv Velkého Vreteňa včetně vrcholové části, je porostlý smíšeným smrkovo-bukovým lesem a neposkytuje tak výhled. Omezený výhled západním směrem na Kysucké Nové Mesto a část Javorníků umožňuje odpočinkové místo s křížem a lavičkami u chodníku. 

## Přístup
Relativní blízkost od Kysuckého Nového Města dělá z Velkého Vreteňa oblíbený cíl turistů.  Zeleně značená stezka vede z Kysuckého Nového Města přes Radoľu. 